# استالر
استالر (به آلمانی: Stallehr) یک منطقهٔ مسکونی در اتریش است که در ناحیه بلودنتس واقع شده‌است. استالر ۱٫۶۶ کیلومتر مربع مساحت دارد ۶۰۰ متر بالاتر از سطح دریا واقع شده‌است.